# Tamara Chikunova
Tamara Chikunova geborene Petrova (* 1948 im Kreis Taschkent; † 31. März 2021 in Italien) leitete in Taschkent, der Hauptstadt Usbekistans, die NGO Mütter gegen Todesstrafe und Folter.

## Werdegang
Chikunova begann mit ihrer Arbeit, als ihr Sohn Dmitriy Chikunov 1999 fälschlicherweise des Mordes angeklagt wurde; er wurde am 10. Juli 2000 hingerichtet.
Chikunova half mit ihrer Organisation Todeskandidaten und setzte sich in Zusammenarbeit mit anderen Organisationen, etwa Murder Victims’ Families For Human Rights und der Gemeinschaft Sant’Egidio, für die Abschaffung der Todesstrafe ein. Auch durch ihren Einsatz wurde die Todesstrafe außer in ihrem Heimatland Usbekistan auch in der Mongolei, Kasachstan und Kirgisien abgeschafft.

## Auszeichnungen
- GOLDEN DOVES FOR PEACE
- Mimosa d'Ora
- 2004: La Donna Dell'Anno 2004
- 2005: Internationaler Nürnberger Menschenrechtspreis

Tamara Chikunova ist eine der 1000 Frauen, die vom Verein 1000 Frauen für den Friedensnobelpreis 2005 für den Friedensnobelpreis nominiert wurden.